# Kid Galahad (film 1962)
Kid Galahad – film muzyczny z 1962 r. z Elvisem Presleyem w roli głównej. To dziesiąty obraz w jego aktorskiej karierze i w opinii większości krytyków jeden z najlepszych. W momencie wejścia do kin film uplasował się na 9 pozycji amerykańskiego box office’u, a w rankingu magazynu Variety zajął 37. miejsce na liście najlepszych filmów 1962 roku.
Kid Galahad to nowa wersja filmu z 1937 r. pod tym samym tytułem. W oryginale główne role zagrali Edward G. Robinson, Bette Davis i Humphrey Bogart, a reżyserem był Michael Curtiz, który w 1958 r. nakręcił z Elvisem Króla Kreola. Scenariusz powstał na podstawie książki Francisa Wallace’a.

## Obsada
- Elvis Presley jako Walter Gulick
- Gig Young jako Willy Grogan
- Lola Albright jako Dolly Fletcher
- Joan Blackman jako Rose Grogan
- Charles Bronson jako Lew Nyack
- David Lewis jako Otto Danzig
- Robert Emhardt jako Maynard
- Liam Redmond jako ojciec Higgins
- Judson Pratt jako Howard Zimmerman
- Edward Asner jako Frank Gerson
- Roy Roberts jako Jerry Bathgate
- Ned Glass jako Max Lieberman
- Red West (niewymieniony w napisach)
- Del „Sonny” West (niewymieniony w napisach)
- Joe Esposito (niewymieniony w napisach)

## Fabuła
Willy Grogan razem z narzeczoną Dolly Fletcher prowadzi w Cream Valley bokserski ośrodek treningowy. Pewnego dnia trafia do niego świeżo upieczony cywil Walter Gulick, który kocha spokój i stare samochody. Zatrudnia się więc jako mechanik w pobliskim warsztacie samochodowym.
Któregoś dnia stając w obronie pewnej dziewczyny, pokonuje jednego z najlepszych zawodników Willy'ego. Po tym wydarzeniu zadłużony po uszy Grogan dostrzega w nim szansę na wydobycie się z kłopotów i namawia go, by został zawodowym bokserem. Walter zgadza się na to, tylko ze względu na pieniądze i rozpoczyna trening pod okiem Lewa Nyacka. Niebawem do ośrodka przyjeżdża młodsza siostra Willy'ego, Rose. Przystojny Walter szybko wpada jej w oko, który pod pseudonimem Kid Galahad odnosi serię zwycięstw na zawodowym ringu. Jednak chorobliwie nadopiekuńczy brat zakazuje jej spotkań z bokserem.
W ostatniej walce przeciwnikiem Waltera ma być Ramon „Sugar Boy” Romero, walczący dla gangstera Otto Danzinga, z którym Grogan robi ciemne interesy. Kiedy Dolly się o tym dowiaduje oskarża go, że specjalnie dobrał mu tak groźnego przeciwnika, gdyż pomimo jego zakazów spotykał się z Rose. Po burzliwej kłótni Dolly postanawia od niego odejść.
Dzień przed walką do ośrodka przyjeżdża Danzing, który próbuje przekupić trenera, by ukartował pojedynek. Gdy odmawia gangsterzy łamią mu palce. Z opresji ratuje go Willy, który razem z Walterem pokonuje napastników.
Następnego dnia Walter wygrywa z Ramonem na ringu, a Dolly wraca do Willy'ego, który pozwala bokserowi zostać z Rose.

## Produkcja
Jeszcze przed rozpoczęciem zdjęć Elvis zaczął zgłębiać podstawy boksu. W przygotowaniach do roli, pomagał mu były mistrz świata wagi ciężkiej juniorów, Mushy Callahan. Ten były bokser (który też pojawia się w filmie) trenował wcześniej m.in. Kirka Douglasa i Errola Flynna. Przygotowując się do scen na ringu, Elvis trenował jak prawdziwi zawodnicy przed walką; przeszedł na ścisłą dietę proteinową, solidnie ćwiczył z workiem i odbywał wielogodzinne sparingi z początkującymi zawodowcami.
Zdjęcia rozpoczęły się na początku listopada 1961 r. w Idyllwild w Kalifornii. Głównego przeciwnika Elvisa, Ramona Romero, zagrał ówczesny mistrz wagi ciężkiej Orlando De La Fuente, a odtwórcą roli Willy'ego został Gig Young, późniejszy zdobywca Oscara dla najlepszego aktora za film Czyż nie dobija się koni?

## Ścieżka dźwiękowa
Sesja nagraniowa ścieżki dźwiękowej odbyła się 26 i 27 października 1961 r. w Radio Recorders Studios w Hollywood. Na potrzeby filmu nagrano sześć piosenek, które wydano jako minialbum w sierpniu 1962 r. Jeden z utworów, A Whistling Tune pierwotnie miał znaleźć się w poprzednim filmie Elvisa, Follow That Dream ale ostatecznie nie został w nim wykorzystany. Na liście magazynu Billboard Hot 100 płyta znalazła się na 30. miejscu.
Lista utworów:
1. King of the Whole Wide World
2. This Is Living
3. Riding the Rainbow
4. Home Is Where the Heart Is
5. I Got Lucky
6. A Whistling Tune